# Riu Pastaza
El Pastaza és un riu d'Amèrica del Sud que es forma en la República de l'Equador, a la província de Tunguragua, de la confluència del Cutuchi amb el riu Chambo, a 1.800 m d'altura.
S'encamina primer vers el sud-est, tallant la Serralada Oriental en una fonda vall que s'estén per espai d'uns 45 km entre els ramals que pel sud surten de Tunguragua i al cantó nord de la serralada dels Llanganates, reben les aigües dels trencats de Vasuin i de la Chorrera i les del riu Ulva pel nord i el Verde Primero pel sud.

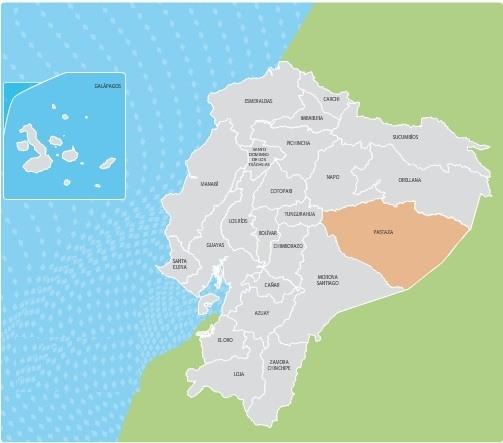
Ubicació de Pastaza en l'Equador

Al principi també s'anomena riu d'Agoyan, fins a la cataracta del mateix nom, de 60 m d'altura. Després d'aquesta cataracta se li uneixen el Blanoc, el Verde segundo, el Machai, el Mapoto, el Margajitos, el Topo, el Zuñag, el Chuloaya, el Quilluc, el Manga-yacu, l'Allpa-yacu i el Corina, i en aquest trajecte forma el límit entre les províncies de Tunguragua i Chimborazo. El Pastaza entra de seguida en la província d'Oriente, on rep per la dreta el Llusin] o Nieve, que baixa de l'Altar i per l'esquerra el Pintrec o Pinda.
Més endavant li arriba per la dreta el Pabora, nascut a les faldes orientals de la serralada que va des de l'Altar fins al Sangay i sempre en direcció a sud-est es troba al costat la població d'Andoas amb el Bobonaza, que arriba per l'esquerra i amb el qual s'inclina més al sud.
A uns 80 km de la desembocadura del Bobonaza, es troba el Pastaza per la dreta amb el Pinches i 55 km després amb tres rius tots per la mateixa vora i poc distants l'un de l'altre, a saber: el Lobo-yacu, el Huasaga i el Sugachi prop de la boca del segon, el qual és navegable, desemboca pel marge oposat el Manocaro.
Més avall el Pastaza ja no té tributaris per la dreta; però per aquesta part comunica amb el gran llac de Rimachumac per mitjà d'un canal. Per contra, per l'esquerra augmenta el seu cabal amb l'Huarama i entra en territori peruà per rebre el Mahuaca.
El Pastaza desemboca per fi per la dreta del Marañón, poc abans de l'illa de Baradero, vers els 70° 20′ de longitud, oest de Greenwich, formant tres braços dels quals el principal té 400 m d'amplada. Aquest riu és navegable en gran part, però les seves vores resten infectades d'indis shuar que fan perillós el pas per aquelles regions.

## Serralada Pastaza
Serralada de l'Amèrica del Sud; és un contrafort dels Andes Orientals que serveix de divisòria a les conques dels rius Pastaza i Tigre.

## Cantó Pastaza
És un cantó de l'Equador, en la Regió Oriental. Està format per les parròquies d'Andoas, que és la seva capçalera; Canelos, Mesa i Saracayu. La banya el riu del seu nom.